# Fars dag
Fars dag fejres i Danmark den 5. juni: på grundlovsdag, det nærmeste man kommer en dansk nationaldag. Det kan have været medvirkende til, at få er opmærksomme på dagens betydning for fædrene. Fra 1947 til 56 lå dagen på foranledning af nordiske købmænd 2. søndag i november, men i Danmark slog den dag aldrig rigtig an, og derfor blev den flyttet tilbage til 5. juni. I de øvrige nordiske lande er fars dag 2. søndag i november.
Den første fars dag fejredes den 19. juni 1910 i Spokane i Washington i USA. I Danmark blev fars dag indført omkring 1935. Den fejres bl.a. på Danmarks Tekniske Museum med en maskinfest og i Rønne med et fakkeltog.
Datoen varierer fra land til land; i USA fejres fars dag fx den tredje søndag i juni.

## Ekstern henvisning
- historie-online.dk: Fars Dag, historien bag og kvinden, som opfandt dagen Arkiveret 4. oktober 2020 hos  Wayback Machine